# A solas con ella
A solas con ella es una película de suspenso estadounidense de 2006 dirigida por Eric Nicholas y protagonizada por Ana Claudia Talancón, Colin Hanks, Jordana Spiro. La trama trata sobre un acosador experto en tecnologíaque utiliza cámaras espía para abrirse camino en la vida de una joven.
La película cuenta la historia a través de las lentes de cámaras espía.

## Argumento
La película comienza con Doug (Colin Hanks) buscando su próxima presa. Se obsesiona con una mujer llamada Amy (Ana Claudia Talancón), y mete numerosas cámaras espía en su apartamento. Al hacer esto, él puede conocer detalles de su vida y lo que aprende sobre cosas como sus gustos musicales y cinematográficos lo utiliza para seducirla.
Se encuentra con ella en una cafetería varias veces y entabla conversaciones con ella. Los dos se hacen amigos, pero parece que Amy no está interesada en continuar la relación. Usando lo que aprende sobre ella a través de las cámaras, logra que la despidan de su trabajo irrumpiendo en su auto, robando su computadora y deteniendo su floreciente relación con un compañero de trabajo.
Cuando visita su departamento, la amiga de Amy sospecha de él, especialmente cuando le pregunta sobre una sección de Seattle —de donde dice ser— que ni siquiera existe. Sospecha tanto de Doug que comienza a preguntar por él.
Doug, sintiendo que la verdad sobre él podría ser descubierta, asesina al compañero de cuarto y luego consuela a Amy mientras está de duelo. Los dos comienzan a ponerse románticos una noche y están a punto de tener relaciones sexuales, pero Doug no puede lograr una erección. Cuando él dice que puede actuar, Amy le dice que no puede porque no quiere terminar hiriendo sus sentimientos.
Amy luego descubre que Doug instaló una cámara espía en su habitación cuando él hace un comentario sobre ella masturbándose. Después de una lucha, Doug finalmente mata a Amy. La película termina con Doug buscando su próxima presa.

## Banda sonora
La película presenta música de A Cricket in Times Square y otras bandas de rock, así como música original de David E. Russo.

## Recepción
La película se estrenó en el Festival de Cine de Tribeca en abril de 2006 y tuvo un estreno limitado en cines en los Estados Unidos en enero de 2007.
En octubre de 2009, la película tenía una calificación del 69% en Rotten Tomatoes, según 29 críticas. Con el consenso de que "Alone With Her es un thriller psicológico tenso que supera sus artificios con excelentes actuaciones y un estado de ánimo perpetuamente inquietante".
El crítico de cine de Newsday, Jan Stuart, escribió: "El envoltorio de película independiente de Nicholas oculta una película de serie B que espera soltarse en sus últimos 15 minutos, cuando se convierte en una teatralidad genérica de suspenso y acosadores del tipo Julia-Roberts en apuros".
La crítica de cine de Entertainment Weekly, Lisa Schwarzbaum, le dio a la película una crítica positiva y la calificó como "un proyecto de la bruja de Blair para el nuevo milenio obsesionado por la vigilancia".

## Final alternativo
Un final alternativo, incluido con el DVD, muestra a Amy tomando ventaja sobre Doug en la pelea final y golpeándolo con un objeto contundente. Mientras él yace en la cama, aturdido, ella se prepara para golpearlo en la cabeza justo cuando la cámara se corta y escuchamos un gran ruido sordo. La escena cambia y Amy llora en su sala de estar después de haber destrozado su casa en busca de cámaras ocultas.